# Thyene subsplendens
Thyene subsplendens är en spindelart som beskrevs av Lodovico di Caporiacco 1947. Thyene subsplendens ingår i släktet Thyene och familjen hoppspindlar. Inga underarter finns listade i Catalogue of Life.